# Lion-sur-Mer
Lion-sur-Mer is een gemeente in het Franse departement Calvados (regio Normandië). De gemeente  maakt deel uit van het arrondissement Caen. Lion-sur-Mer telde op 1 januari 2022 2.510 inwoners.

## Geografie
De oppervlakte van Lion-sur-Mer bedroeg op 1 januari 2022 4,75 vierkante kilometer; de bevolkingsdichtheid was toen 528,4 inwoners per km².
De onderstaande kaart toont de ligging van Lion-sur-Mer met de belangrijkste infrastructuur en aangrenzende gemeenten.

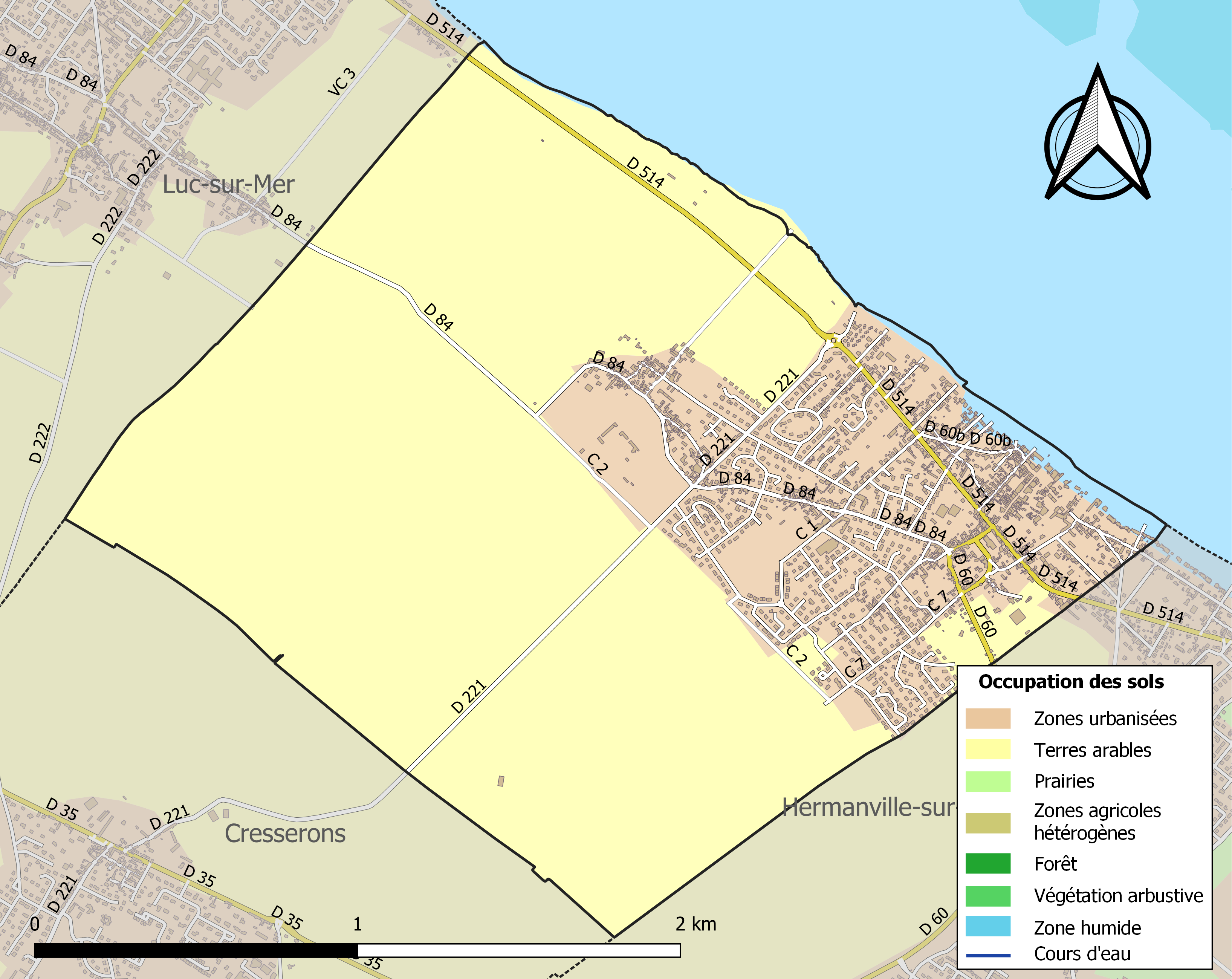

## Bezienswaardigheden
- De Église Saint-Pierre

## Demografie
Onderstaande figuur toont het verloop van het inwonertal (bron: INSEE-tellingen).
Vanwege een beveiligingsprobleem met de MediaWiki Graph-software is het momenteel niet mogelijk deze grafiek weer te geven. Zodra de software is bijgewerkt zal de grafiek vanzelf weer zichtbaar worden.